# Loris Capirossi
Loris Capirossi (* 4. April 1973 in Castel San Pietro Terme) ist ein ehemaliger italienischer Motorradrennfahrer und dreifacher Motorrad-Weltmeister.
Capirossi ist 165 cm groß, war in seiner aktiven Zeit ca. 59 kg schwer und startete mit der Startnummer 65. Sein Spitzname „Capirex“ wurde ihm von Kenny Roberts jr. verliehen. Im Januar 2007 änderte er ihn in Anlehnung an den Tyrannosaurus rex scherzhaft in „CapiTrex“, da er wegen seines Alters und der Tatsache, dass er vor seiner 18. Saison in der Motorrad-WM stand, von einigen schon als „Dinosaurier“ bezeichnet wurde.

## Sportliche Karriere

### Anfänge
Wie viele andere Piloten auch, begann Loris Capirossi schon in sehr jungen Jahren mit dem Motorradfahren. Seine ersten Erfahrungen sammelte er mit vier Jahren auf einem Offroad-Motorrad. 1986 fuhr er seine ersten Motocrossrennen, 1987 bestritt er in Magione sein erstes Straßenrennen. Im selben Jahr absolvierte er die Italienischen Sport-Production-Meisterschaft auf einer Honda NS125 und wurde dabei Sechster.
1988 belegte Loris Capirossi auf Mancini in der italienischen 125-cm³-Meisterschaft den neunten Gesamtrang. Im Jahr darauf, 1989, zeigte er sein vielversprechendes Talent mit einer Honda in der 125-cm³-Europameisterschaft. Er wurde mit vier Laufsiegen Vierter im Gesamtklassement und empfahl sich so für einen Platz in der Weltmeisterschaft.

### 125-cm³-Klasse
Loris Capirossi feierte im Jahr 1990 beim Grand Prix von Japan im Alter von 16 Jahren sein Debüt in der Klasse bis 125 cm³ der Motorrad-Weltmeisterschaft auf einer Honda im Team Pileri von Paolo Pileri, dem 125er-Weltmeister von 1975. Sein Teamkollege war der Weltmeister der Jahre 1985 und 1987, sein Landsmann Fausto Gresini. Schon bei seinem dritten Rennen, dem Großen Preis der Nationen in Misano, errang er seinen ersten Podestplatz. Später, beim Grand Prix von Großbritannien in Donington Park, sogar seinen ersten Sieg. Nachdem er auch die letzten beiden WM-Läufe in Ungarn und Australien für sich entschieden hatte, überholte er den bis dahin in der Gesamtwertung führenden Niederländer Hans Spaan. Capirossi wurde mit insgesamt acht Podiumsplätzen und 182 Punkten Weltmeister in der Klasse bis 125 cm³, neun Zähler vor Hans Spaan. Er schlug damit alle etablierten Stars dieser Zeit wie Martínez, Spaan oder Gresini und wurde zugleich der jüngste Motorrad-Weltmeister der Geschichte, ein Rekord, den er bis heute hält.
In der Saison 1991 startete er weiterhin für Pileri-Honda. Beim zweiten Saisonlauf in Australien gelang ihm die erste Pole-Position seiner Karriere, dieser folgten im Verlauf der Saison noch vier weitere. Loris Capirossi fuhr in diesem Jahr fünf Siege und zwölf Podiumsplätze ein und verteidigte seinen WM-Titel erfolgreich. Mit 200 Punkten hatte er am Ende 19 Zähler mehr als der Vizeweltmeister, Fausto Gresini, auf dem Konto. Damit war Capirossi im Alter von 18 Jahren bereits Doppelweltmeister.

### 250-cm³-Klasse
Nach nur zwei Saisons in der kleinen Klasse stieg er 1992 in die 250-cm³-Klasse auf. Bei den 250ern gewann er 13 Grand Prix und landete 39 mal auf einem Podiumsplatz. Als Höhepunkt feierte er 1998 mit Aprilia seinen dritten und bisher letzten WM-Titel. Die Titelentscheidung fiel im letzten Rennen gegen seinen Teamkollegen Tetsuya Harada durch einen harten Überholvorgang. Capirossi wurde zuerst disqualifiziert, kurz danach aber wieder rehabilitiert. Es folgte jedoch die Entlassung bei Aprilia zu Saisonende. Im Jahr darauf fuhr er für das Team Elf Axo Honda Gresini von Fausto Gresini auf Honda wieder in der 250-cm³-Klasse und wurde Dritter der WM. Zur Saison 2000 stieg er endgültig in die Königsklasse auf.

### 500-cm³- und MotoGP-Klasse
Die Saison 1995 war die erste für Loris Capirossi in der 500-cm³-Klasse, er pilotierte eine Honda und platzierte sich regelmäßig unter den ersten zehn. Sein bestes Resultat war ein dritter Rang beim Grand Prix von Katalonien. Am Saisonende belegte er den sechsten Platz in der Gesamtwertung.
Zur Saison 1996 wechselte er ins Team von Wayne Rainey und fuhr eine Yamaha. Obwohl er beim Saisonfinale, dem Grand Prix von Australien seinen ersten Sieg in der Königsklasse einfahren konnte, reichte es in der Meisterschaft nur zu einem zehnten Platz. Daraufhin entschied sich Capirossi dazu, vorerst wieder in die 250-cm³-Klasse zurückzukehren.
Im Jahr 2000 wechselte Loris Capirossi wieder in die 500-cm³-Klasse, diesmal ins Team Emerson Honda Pons von Sito Pons, wo er eine Honda pilotierte. Beim Grand Prix von Italien in Mugello feierte er seinen zweiten Sieg in der Königsklasse. In der Gesamtwertung belegte Capirossi mit 154 Punkten Platz sieben.
Die Saison 2001 war die bis dahin beste in Capirossis 500er-Karriere. Obwohl er kein Rennen gewann, erreichte er nach insgesamt neun Podiumsplatzierungen mit 210 Punkten den dritten Rang der Weltmeisterschaft.

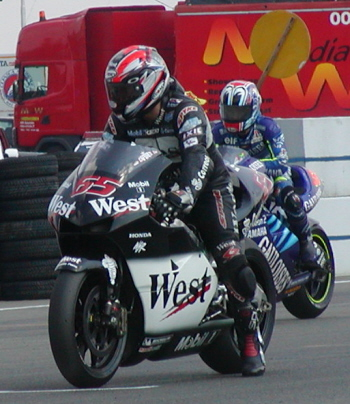
Capirossi 2002 auf Pons-Honda

Zur Saison 2002 wurde die 500-cm³- durch die MotoGP-Klasse ersetzt. Damit verbunden war die Änderung des technischen Reglements, das nun Motorrad-Prototypen mit maximal 990-cm³-Viertaktmotoren zuließ. Die 500-cm³-Zweitaktmotoren blieben jedoch weiter erlaubt. Da das Team von Sito Pons, für das Capirossi weiterhin fuhr, kein Honda-Werksteam war, bekam es vorerst keine RC211V-Viertakter zur Verfügung gestellt. Capirossi und sein Teamkollege, der Brasilianer Alex Barros, mussten die Saison mit den leistungsmäßig unterlegenen Zweitaktmaschinen bestreiten. Trotz dieser Unterlegenheit schaffte es Capirossi regelmäßig in die Top 10 und fuhr sogar zwei dritte Plätze ein. Gegen Ende der Saison bekam Barros im Gegensatz zu Capirossi einen Honda-Viertakter zur Verfügung gestellt und fuhr damit zwei Siege ein. Capirossi war über seine Nichtberücksichtigung so enttäuscht, dass er sich dazu entschied, zur Saison 2003 ein Angebot von Kawasaki anzunehmen. Als er erfuhr, dass die auf den unterlegenen Dunlop-Reifen antreten würden, unterschrieb er schließlich bei MotoGP-Neuling Ducati einen Vertrag.
Bereits im ersten Jahr konnte er mit der neuen Ducati Desmosedici beim Großen Preis von Katalonien in Barcelona ein Rennen gewinnen, drei Pole-Positionen und eine schnellste Rennrunde einfahren. Zusammen mit Teamkollege Troy Bayliss erreichte er damit für Ducati den zweiten Platz in der Konstrukteurswertung. Capirossi kam mit 177 Punkten auf Rang vier der Gesamtwertung.
Die Saison 2004 verlief weniger erfolgreich für Capirossi und Ducati, der dritte Platz beim Grand Prix von Australien war das beste Saisonresultat. Mit 117 Punkten wurde er WM-Neunter.

#### Saison 2005

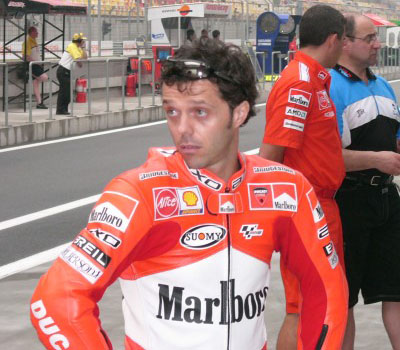
Loris Capirossi 2005 in Shanghai

Zur Saison 2005 wechselte Ducati von Michelin- zu Bridgestone-Reifen, diese schwankten jedoch in ihrer Leistungsfähigkeit von Strecke zu Strecke so stark, dass Loris Capirossi einerseits für Ducati in Motegi und in Sepang zwei Siege einfahren konnte, andererseits aber oft nicht einmal unter die ersten zehn kam. Beim Freien Training zum Grand Prix von Australien in Phillip Island stürzte Capirossi in Kurve eins so schwer, dass er sich innere Verletzungen (Blutungen im linken Lungenflügel) zuzog. Zum nachfolgenden Großen Preis der Türkei konnte er verletzungsbedingt nicht antreten. Beim Saisonfinale gab er sein Comeback, kam aber wegen konditioneller Probleme nicht über Rang sieben hinaus. Die Saison beendete er mit 156 Punkten auf Platz sechs der Fahrerwertung.

#### Saison 2006

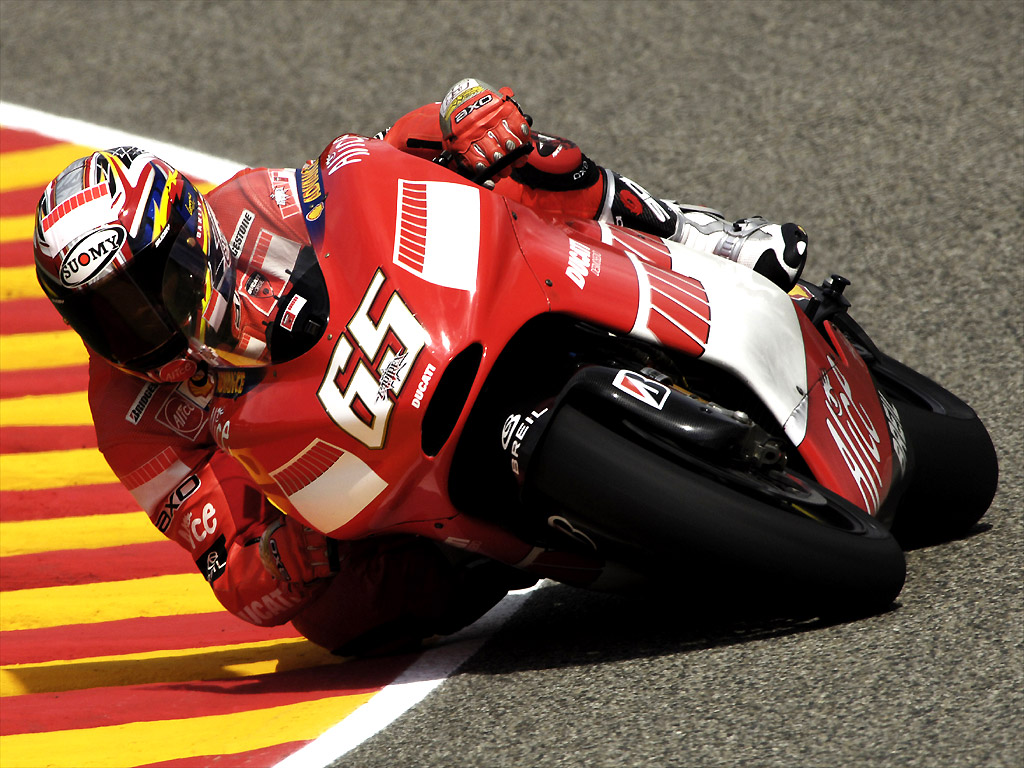
Loris Capirossi 2006

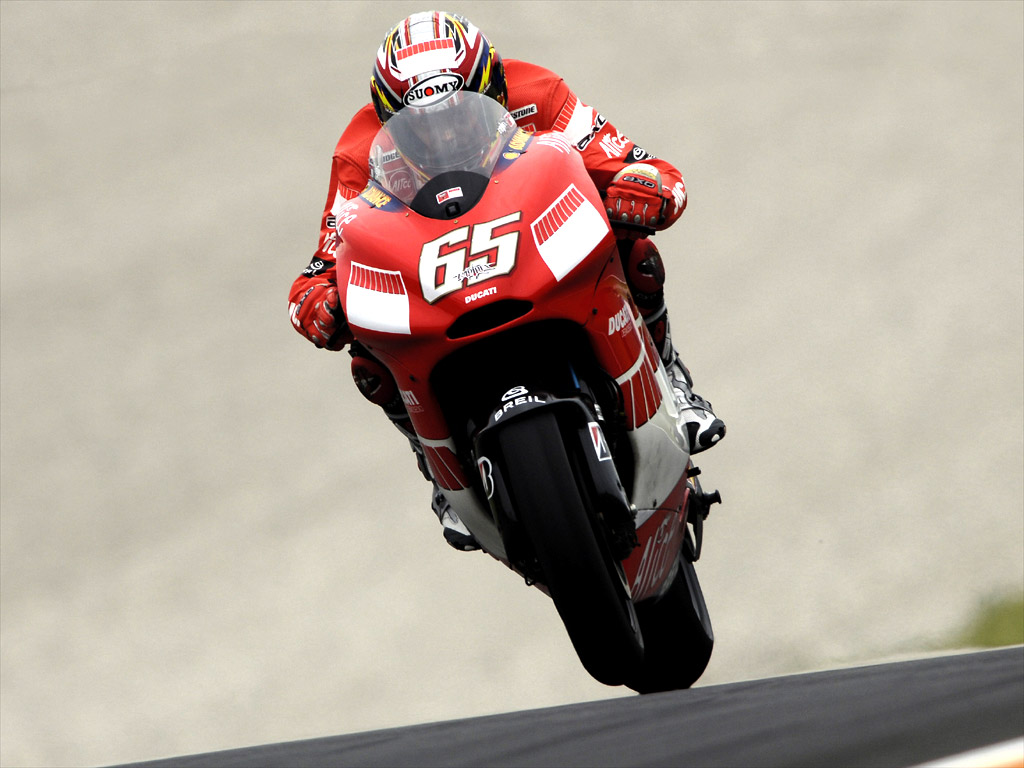
Loris Capirossi auf Ducati Desmosedici GP6

Die Saison 2006 bestritt er weiterhin für das Ducati-Werksteam in der MotoGP-Klasse. Sein Teamkollege war der Vizeweltmeister der Jahre 2003 und 2004, Sete Gibernau aus Spanien. Nachdem er das Auftaktrennen in Jerez gewonnen hatte, führte Capirossi zeitweise sogar die Weltmeisterschaft an. Nach einem schweren Unfall beim Großen Preis von Katalonien, bei dem Teamkollege Gibernau direkt nach dem Start auf ihn auffuhr und einen Massensturz verursachte, konnte er einige Rennen jedoch nur unter großen Schmerzen bestreiten und fiel deshalb in der Gesamtwertung zurück. In der zweiten Saisonhälfte gewann Capirossi die Grands Prix von Tschechien und Japan. Beim letzten Saisonrennen, dem Großen Preis von Valencia, belegte er hinter Troy Bayliss, der für den verletzten Gibernau eingesprungen war, den zweiten Platz und feierte somit den ersten Ducati-Doppelsieg in der MotoGP-Geschichte. Mit diesem Resultat überholte er den in der Gesamtwertung den vor ihm liegenden Marco Melandri und wurde hinter Weltmeister Nicky Hayden und Valentino Rossi Dritter der Weltmeisterschaft. Mit drei Siegen und insgesamt acht Podiumsplatzierungen sammelte Capirossi 229 Punkte, mehr als jemals zuvor in einer Saison seiner Karriere.

#### Saison 2007

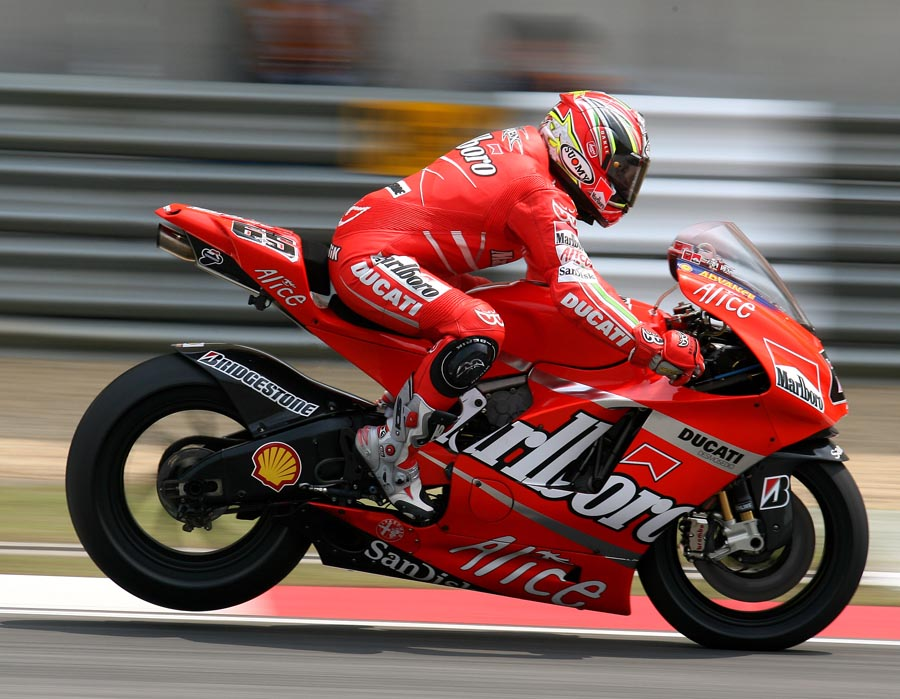
Capirossi 2007 in China

Auch die Saison 2007 bestritt Loris Capirossi für Ducati in der MotoGP-Klasse. Sein Teamkollege war der Australier Casey Stoner. Die, durch die vorgeschriebene Hubraum-Reduktion auf 800 cm³ bedingte, Veränderung in der Leistungsentfaltung der Ducati bereitete Capirossi besonders in den ersten Rennen große Schwierigkeiten. Zur Mitte der Saison wurde das Motorrad besser an Capirossis Fahrstil angepasst. Er erreichte in der Folge einen zweiten Platz beim Großen Preis von Deutschland auf dem Sachsenring, gewann zum dritten Mal nacheinander den Großen Preis von Japan und komplettierte in Australien als Zweiter hinter Stoner den einzigen Ducati-Doppelsieg des Jahres. Sein Teamkollege Stoner wurde überlegen Weltmeister, Capirossi jedoch nur Siebter der Gesamtwertung.

#### Saison 2008
Am 23. Juli 2007 wurde bekannt, dass Capirossi ab 2008 beim Ducati-Werksteam durch Marco Melandri ersetzt werden würde. Dennoch machten die Italiener ihm das Angebot, in der folgenden Saison im privaten D’Antin-Team eine Werksmaschine zu pilotieren. Außerdem bemühten sich auch Kawasaki und Suzuki um seine Dienste. Enttäuscht von der Art und Weise, wie Ducati ihn behandelte, entschied sich Loris Capirossi, die Offerte von Suzuki anzunehmen. In der Saison 2008 startete er im Suzuki-Werksteam an der Seite des Australiers Chris Vermeulen. Im ersten Saisondrittel fuhr der Italiener konstant unter die besten zehn, ohne dabei jedoch Podestplätze zu erreichen. Beim Großen Preis von Katalonien in Barcelona brach er sich bei einem von Alex De Angelis verursachten Unfall die rechte Hand und musste das folgende Rennen in Großbritannien pausieren. Zur Dutch TT in Assen kehrte Capirossi zurück, verletzte sich aber bereits im zweiten Freien Training erneut und konnte wiederum nicht am Grand Prix teilnehmen. Beim Großen Preis von Tschechien in Brünn erreichte er mit Rang drei den ersten Podestplatz der Saison. Beim folgenden Grand Prix von San Marino im italienischen Misano absolvierte Loris Capirossi seinen 277. Grand-Prix-Start und übertraf damit den bis dahin bestehenden Rekord des Brasilianers Alex Barros.

#### Saison 2009
Auch in der folgenden Saison startete Capirossi  für das Suzuki-Werksteam Rizla Suzuki MotoGP. Trotz seiner mittlerweile 36 Jahre war Capirossi immer noch hoch motiviert, aber leider ließen Budgetkürzungen seitens Suzuki in Folge der Finanzkrise keine besseren Platzierungen als fünfte Plätze in Italien, Katalonien, Tschechien und San Marino zu. Capirossi  beendete die Saison auf dem neunten Platz mit 110 Punkten, vier Zähler vor seinem Teamkollegen Vermeulen.

#### Saison 2010
Im Jahr 2010 pilotierte Capirossi weiterhin eine Suzuki. Sein neuer Teamkollege war der junge Spanier Álvaro Bautista. Er erzielte mit 44 Punkten sein bis dahin schlechtestes MotoGP-Ergebnis und wurde Gesamt-16.

#### Saison 2011

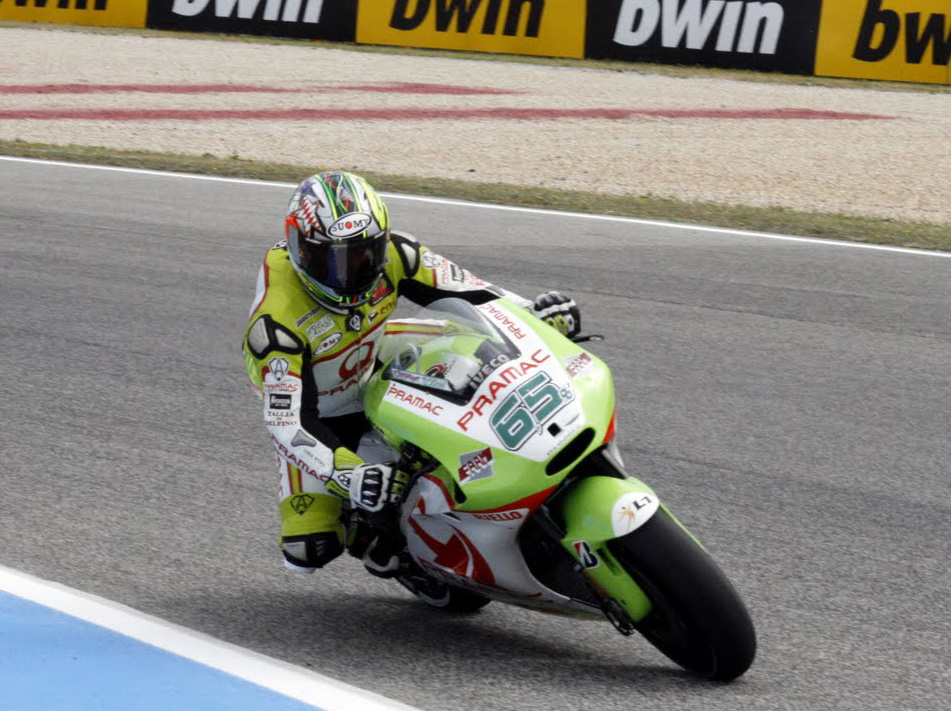
Capirossi in seiner letzten Saison auf Pramac-Ducati

In der Saison 2011 fuhr Capirossi im Pramac-Ducati-Team auf einer Kunden-Desmosedici. Am 1. September 2011 gab er seinen Rücktritt zum Ende der Saison bekannt. Er bestritt sein letztes Rennen am 6. November 2011 beim Großen Preis von Valencia und wurde dabei Neunter. Capirossi fuhr insgesamt 328 Rennen und gewann deren 29. Außerdem war er dreimal Weltmeister und kam 99-mal auf das Podest.
Die Startnummer 65 wird ihm zu Ehren seit dem Jahr 2011 in der Königsklasse nicht mehr vergeben.

### Nach der aktiven Laufbahn
Nach Ende seiner Fahrerkarriere arbeitete Capirossi von März 2014 bis November 2015 als TV-Kommentator für Sky Sport.
Seit dem 10. Januar 2017 arbeitet er für die Dorna als Sicherheitsberater für die Motorrad-Weltmeisterschaft.

## Statistik

### Erfolge
- 1990 – 125-cm³-Weltmeister auf Honda
- 1991 – 125-cm³-Weltmeister auf Honda
- 1998 – 250-cm³-Weltmeister auf Aprilia
- 29 Grand-Prix-Siege

### In der Motorrad-Weltmeisterschaft
| Saison | Klasse  | Team                  | Motorrad                | Rennen | Siege | Zweiter | Dritter | Poles | Schn. Runden | Punkte | Ergebnis    |
| ------ | ------- | --------------------- | ----------------------- | ------ | ----- | ------- | ------- | ----- | ------------ | ------ | ----------- |
| 1990   | 125 cm³ | Honda Pileri AGV      | Honda                   | 14     | 3     | 3       | 2       | –     | –            | 182    | Weltmeister |
| 1991   | 125 cm³ | Honda Pileri AGV      | Honda                   | 13     | 5     | 5       | 2       | 5     | 4            | 200    | Weltmeister |
| 1992   | 250 cm³ | Marlboro Team Pileri  | Honda                   | 13     | –     | –       | –       | –     | –            | 27     | 12.         |
| 1993   | 250 cm³ | Marlboro Team Pileri  | Honda                   | 14     | 3     | 4       | –       | 7     | 5            | 193    | 2.          |
| 1994   | 250 cm³ | Marlboro Team Pileri  | Honda                   | 14     | 4     | 2       | 3       | 5     | 5            | 199    | 3.          |
| 1995   | 500 cm³ | Marlboro Team Pileri  | Honda                   | 12     | –     | –       | 1       | –     | –            | 108    | 6.          |
| 1996   | 500 cm³ | Marlboro Team Rainey  | Yamaha YZR 500          | 15     | 1     | –       | 1       | –     | –            | 98     | 10.         |
| 1997   | 250 cm³ | Aprilia Racing Team   | Aprilia                 | 14     | –     | –       | 3       | 1     | 2            | 116    | 6.          |
| 1998   | 250 cm³ | Aprilia Racing Team   | Aprilia                 | 14     | 2     | 4       | 3       | 8     | 3            | 224    | Weltmeister |
| 1999   | 250 cm³ | Elf Axo Honda Gresini | Honda                   | 15     | 3     | 2       | 4       | 2     | 3            | 209    | 3.          |
| 2000   | 500 cm³ | Emerson Honda Pons    | Honda                   | 16     | 1     | 1       | 2       | 1     | 1            | 154    | 7.          |
| 2001   | 500 cm³ | West Honda Pons       | Honda                   | 16     | –     | 4       | 5       | 4     | 1            | 210    | 3.          |
| 2002   | MotoGP  | West Honda Pons       | Honda                   | 14     | –     | –       | 2       | –     | –            | 109    | 8.          |
| 2003   | MotoGP  | Ducati Marlboro Team  | Ducati Desmosedici      | 16     | 1     | 2       | 3       | 3     | 1            | 177    | 4.          |
| 2004   | MotoGP  | Ducati Marlboro Team  | Ducati Desmosedici      | 16     | –     | –       | 1       | –     | 1            | 117    | 9.          |
| 2005   | MotoGP  | Ducati Marlboro Team  | Ducati Desmosedici      | 15     | 2     | 1       | 1       | 3     | 1            | 157    | 6.          |
| 2006   | MotoGP  | Ducati Marlboro Team  | Ducati Desmosedici      | 17     | 3     | 4       | 1       | 2     | 5            | 229    | 3.          |
| 2007   | MotoGP  | Ducati Marlboro Team  | Ducati Desmosedici      | 18     | 1     | 2       | 1       | –     | –            | 166    | 7.          |
| 2008   | MotoGP  | Rizla Suzuki MotoGP   | Suzuki GSV-R800         | 16     | –     | –       | 1       | –     | –            | 118    | 10.         |
| 2009   | MotoGP  | Rizla Suzuki MotoGP   | Suzuki GSV-R800         | 17     | –     | –       | –       | –     | –            | 110    | 9.          |
| 2010   | MotoGP  | Rizla Suzuki MotoGP   | Suzuki GSV-R800         | 16     | –     | –       | –       | –     | –            | 44     | 16.         |
| 2011   | MotoGP  | Pramac Racing         | Ducati Desmosedici GP11 | 13     | –     | –       | –       | –     | –            | 43     | 17.         |
| Gesamt | Gesamt  | Gesamt                | Gesamt                  | 328    | 29    | 34      | 36      | 41    | 32           | 3190   | 3 WM-Titel  |

Grand-Prix-Siege
| Saison | Klasse  | Rennen                                                       |
| ------ | ------- | ------------------------------------------------------------ |
| 1990   | 125 cm³ | Vereinigtes Konigreich Ungarn Australien                     |
| 1991   | 125 cm³ | Australien Europa Frankreich Vereinigtes Konigreich Malaysia |
| 1993   | 250 cm³ | Niederlande San Marino Vereinigte Staaten                    |
| 1994   | 250 cm³ | Osterreich Deutschland Frankreich Vereinigtes Konigreich     |
| 1996   | 500 cm³ | Australien                                                   |
| 1998   | 250 cm³ | Spanien Vereinigtes Konigreich                               |
| 1999   | 250 cm³ | Malaysia Niederlande San Marino                              |
| 2000   | 500 cm³ | Italien                                                      |
| 2003   | MotoGP  | Katalonien                                                   |
| 2005   | MotoGP  | Japan Malaysia                                               |
| 2006   | MotoGP  | Spanien Tschechien Japan                                     |
| 2007   | MotoGP  | Japan                                                        |

Rekorde in der Motorrad-Weltmeisterschaft
- klassenübergreifend
  - jüngster Weltmeister mit 17 Jahren und 165 Tagen
  - jüngster Doppelweltmeister mit 18 Jahren und 143 Tagen

## Privates
Loris Capirossi ist mit dem slowenisch-stämmigen ehemaligen Model Ingrid Tence verheiratet und wohnt in Monaco. Das Paar hat einen Sohn (* 2007).

## Verweise